# Alter Bau

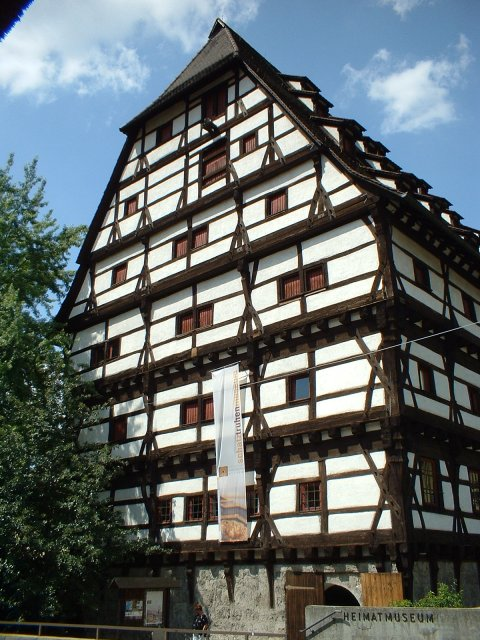
Der Alte Bau von Süden aus gesehen

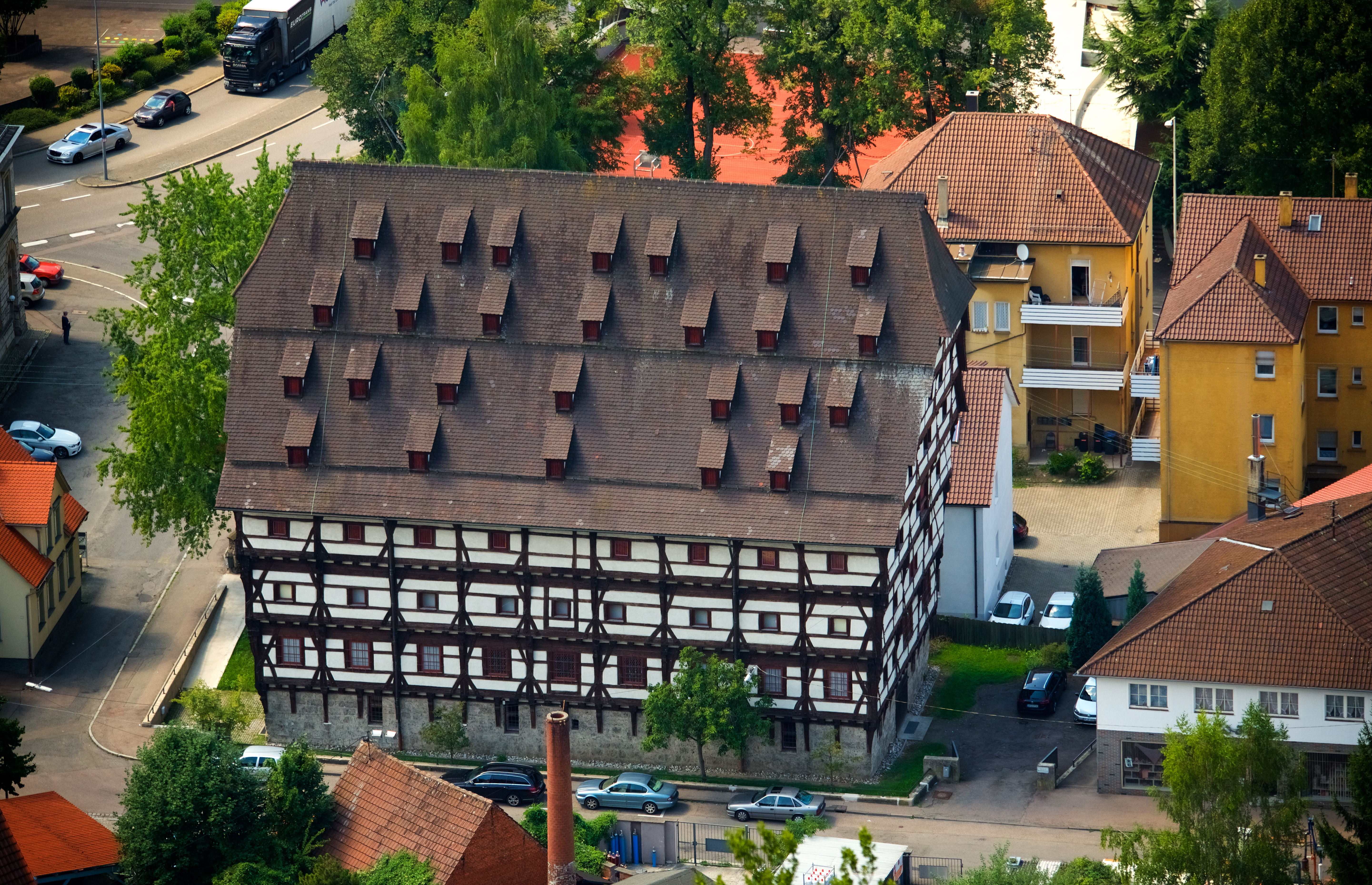
Blick von der Burgruine Helfenstein auf den Alten Bau

Der Alte Bau ist ein um 1445 von der damaligen Reichsstadt Ulm als Kornspeicher und Fruchtkasten errichtetes Fachwerkhaus im historischen Stadtkern von Geislingen an der Steige. Es gilt mit seinen acht Stockwerken als eines der größten Fachwerkhäuser Deutschlands und beherbergt das Museum und die Galerie im Alten Bau.

## Geschichte des Bauwerks
Der Standort des Alten Baus in der früheren unteren Vorstadt gehört zu den am frühesten besiedelten Bereichen der mittelalterlichen Stadt Geislingen. Der dort befindliche Bauhof diente bis ins 14. Jahrhundert den Grafen von Helfenstein zur Bewirtschaftung ihrer herrschaftlichen Güter. In einem Vorgängerbau wurden bereits zu dieser Zeit Gülten der gültpflichtigen helfensteinischen Untertanen gelagert. Die Reichsstadt Ulm nutzte nach der Übernahme des Territoriums von den Grafen von Helfenstein ab 1395 das Areal für dieselben Zwecke. Zur Mitte des 15. Jahrhunderts erforderten steigende Gülteinnahmen aus der wachsenden Stadt den Neubau eines Fruchtkastens, der in seinen Dimensionen zugleich den Reichtum der Reichsstadt Ulm und ihre Macht vor Ort widerspiegeln sollte.
Dendrochronologische Untersuchungen aus dem Jahr 1987 datieren die Fällung des verwendeten Bauholzes auf die Jahre 1442 bis 1445, woraus auf eine Entstehung des Alten Baus um das Jahr 1445 geschlossen werden kann. Das 21 Meter hohe, noch heute imposant wirkende und zu seiner Entstehungszeit die Vorstadt und seine Umgebung dominierende Gebäude wurde als alemannischer oder oberdeutscher Fachwerkbau errichtet. An seinem im Inneren und Äußeren einsehbaren Aufbau finden sich wesentliche Kennzeichen dieser Bauweise – ein weites Auseinanderliegen der Ständer, durchlaufende Sturz- und Brustriegel sowie als auffälligstes Merkmal die schwalbenschwanzförmigen Blattungen der diagonal verlaufenden Bänder und Streben. Bereits in den ersten Jahrhunderten seines Bestehens wurde der Alte Bau mehrfach verändert, etwa durch den Tausch der Fachwerkwände des Erdgeschosses gegen Tuffsteinmauern. Weitere Veränderungen und Reparaturen bedingten Wettereinflüsse, die auf das einst relativ ungeschützt hinter der vergleichsweise niedrigen Vorstadtmauer gelegene Gebäude einwirkten.
Die Nutzung als Fruchtkasten für Gülten und andere, in Form von Naturalien zu entrichtende Steuern und Abgaben behielt der Alte Bau auch nach dem Ende der ulmischen Herrschaft, in den Zeiten der Zugehörigkeit zum Königreich Bayern von 1803 bis 1810 und der folgenden Eingliederung der Stadt in das Königreich Württemberg bei. Noch bis 1860 wurde auf den sechs Fruchtböden regelmäßig Getreide als Schüttgut und in Säcken gelagert. In Not- und Krisenzeiten der 1920er und 1930er Jahre wurden einzelne Etagen übergangsweise wieder als Kornspeicher genutzt. Die unteren Stockwerke wurden bis zum Ende des Ersten Weltkriegs von Seiten der königlich württembergischen Armee zur Unterbringung von Geschützen und Material des Artilleriedepots Ludwigsburg genutzt.
1923 erwarb die Stadt Geislingen das Gebäude unter anderem zur dortigen Einrichtung des städtischen Bauhofs. Im ersten Obergeschoss bildete die Sammlung des 1919 gegründeten Altertumsvereins Geislingen die Grundlage für das heutige Museum im Alten Bau. In der Zeit des Nationalsozialismus nutzten verschiedene NS-Organisationen wie der Bund Deutscher Mädel oder die Hitlerjugend das Erdgeschoss, in welches in der Nachkriegszeit der Geislinger Boxring einzog. 1961 wurde das Gebäude renoviert. Im Zuge der bislang letzten Sanierung im Jahr 1985 wurde im Erdgeschoss eine Kunstgalerie eingerichtet, die ebenso wie das Museum im Alten Bau gemeinschaftlich vom Kunst- und Geschichtsverein und der Stadt Geislingen betrieben wird.

## Museum und Galerie im Alten Bau
Die Ursprünge des Museums im Alten Bau gehen zurück auf die Sammlung des Altertumsverein Geislingen. Unter der Leitung des Rektors der Höheren Schule in Geislingen Georg Burkhardt wurde im Jahr 1919 eine „Altertümersammlung“ ins Leben gerufen, die zunächst ihren Sitz im Saal des Alten Rathauses hatte. 1923 zog das Heimatmuseum an den heutigen Standort im ersten Obergeschoss des Alten Baus um. Seither wurden die Bestände vor allem durch Schenkungen und Abgaben von Objekten, Nachlässen und Sammlungen aus der Geislinger Bevölkerung erweitert. Das Museum, mit dem Schwerpunkt auf der Geschichte der Stadt und ihres Umlandes, dehnte sich im Lauf der Jahrzehnte auf zwei Stockwerke des Gebäudes aus. Seit 1985 werden in der Galerie im Erdgeschoss Kunstausstellungen gezeigt.
Durch die Einbeziehung neuerer Sammlungen und Nachlässe konnte das Museum seit der Wende zum 21. Jahrhundert nochmals um ein Stockwerk erweitert werden und gliedert sich heute in verschiedene Abteilungen.

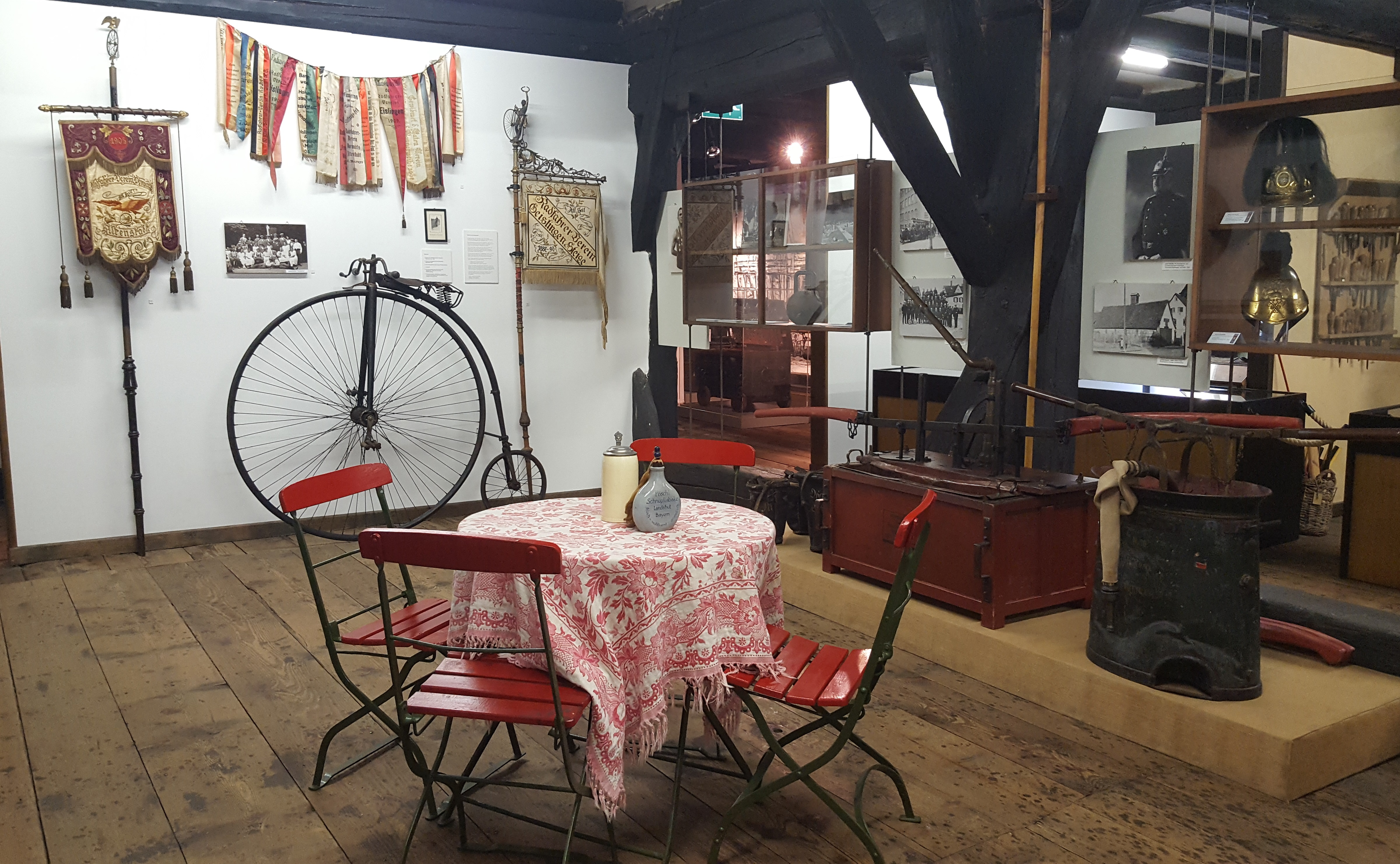
Geislinger Vereinsleben in der stadtgeschichtlichen Sammlung

- Geislinger Vereinsleben in der stadtgeschichtlichen SammlungDie Sammlung zur Stadtgeschichte zeigt auf der Basis der Sammlung des Altertumsvereins die Entwicklung von Geislingen, von den ersten Siedlungsspuren und den Ursprüngen im Mittelalter bis hin zum bürgerlichen Leben des frühen 20. Jahrhunderts. Schwerpunkte liegen unter anderem auf der Handwerkskunst der traditionsreichen Geislinger Beindrechsler und Elfenbeinschnitzer.

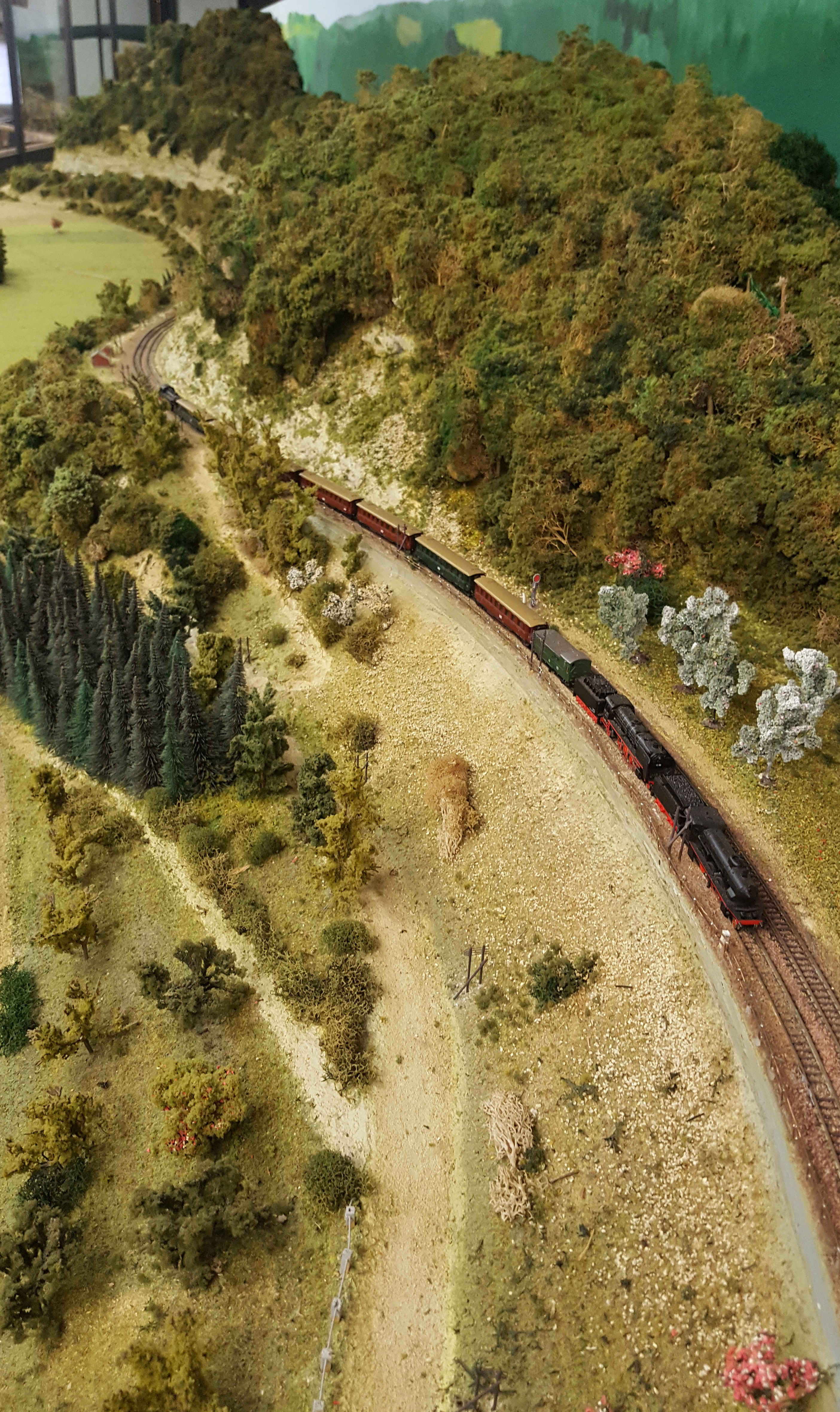
Modell der Geislinger Steige

- Modell der Geislinger SteigeAnlässlich des 150-jährigen Jubiläums der Errichtung der Geislinger Steige wurde dem Museum im Jahr 2000 ein originalgetreues Modell der Steige übergeben, das in jahrelanger ehrenamtlicher Arbeit entstanden war. Es rekonstruiert im Maßstab von 1:220 auf einer Länge von 26 Metern den Verlauf und Betrieb der Bahnlinie zwischen Amstetten und Geislingen um 1925.

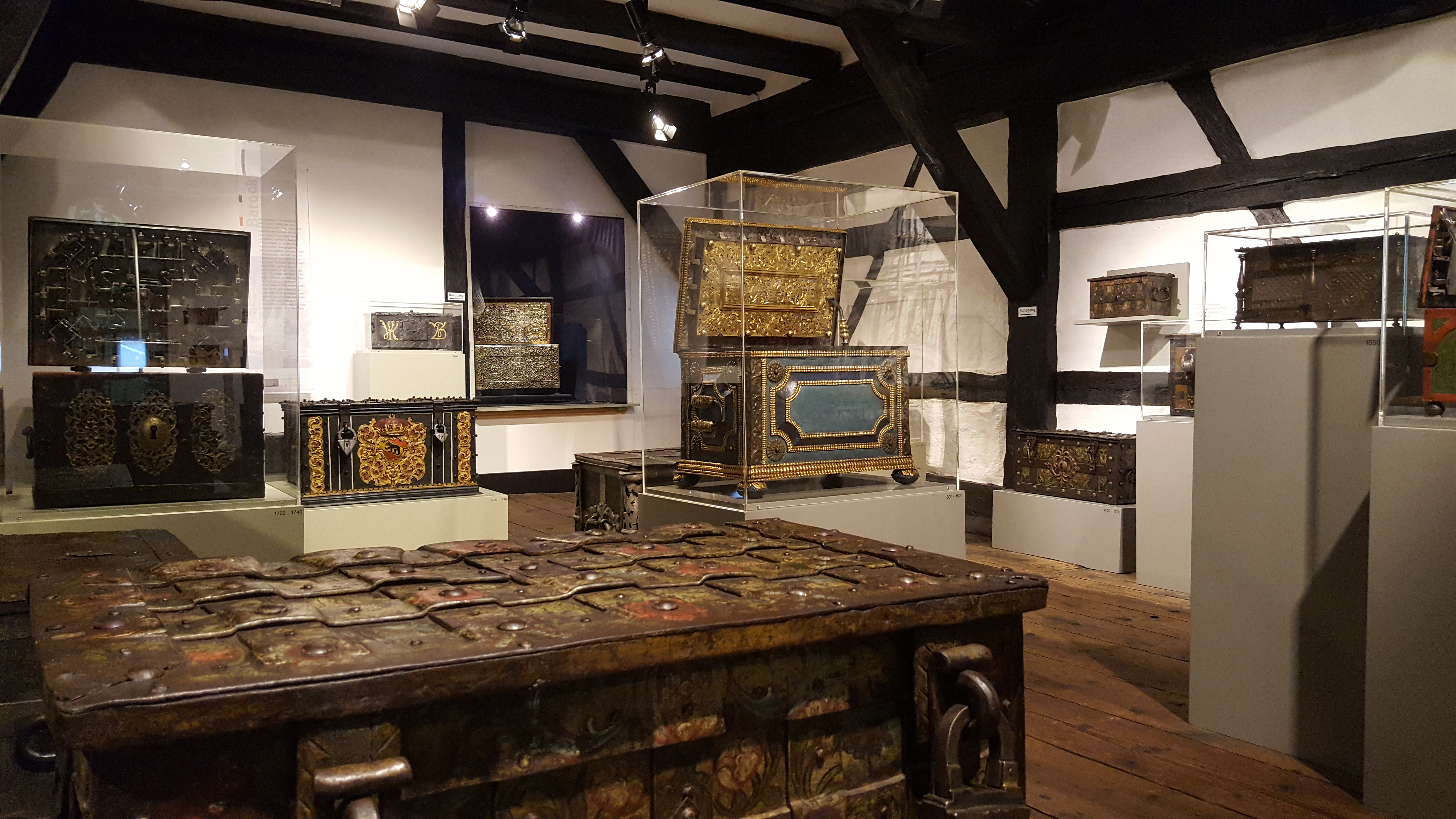
Südwestdeutsches Schatztruhenmuseum

- Südwestdeutsches SchatztruhenmuseumIm Jahr 2003 eröffnete als weitere Abteilung das „Südwestdeutsche Schatztruhenmuseum“, das auf einer Stiftung des Ehepaars Stützer aus Göppingen basiert. Die Sammlung von 50 Eisentruhen zeigt die Entwicklungslinien, Kunst und Raffinessen bei der Fertigung von Truhen und deren Schlössern über mehrere Jahrhunderte.

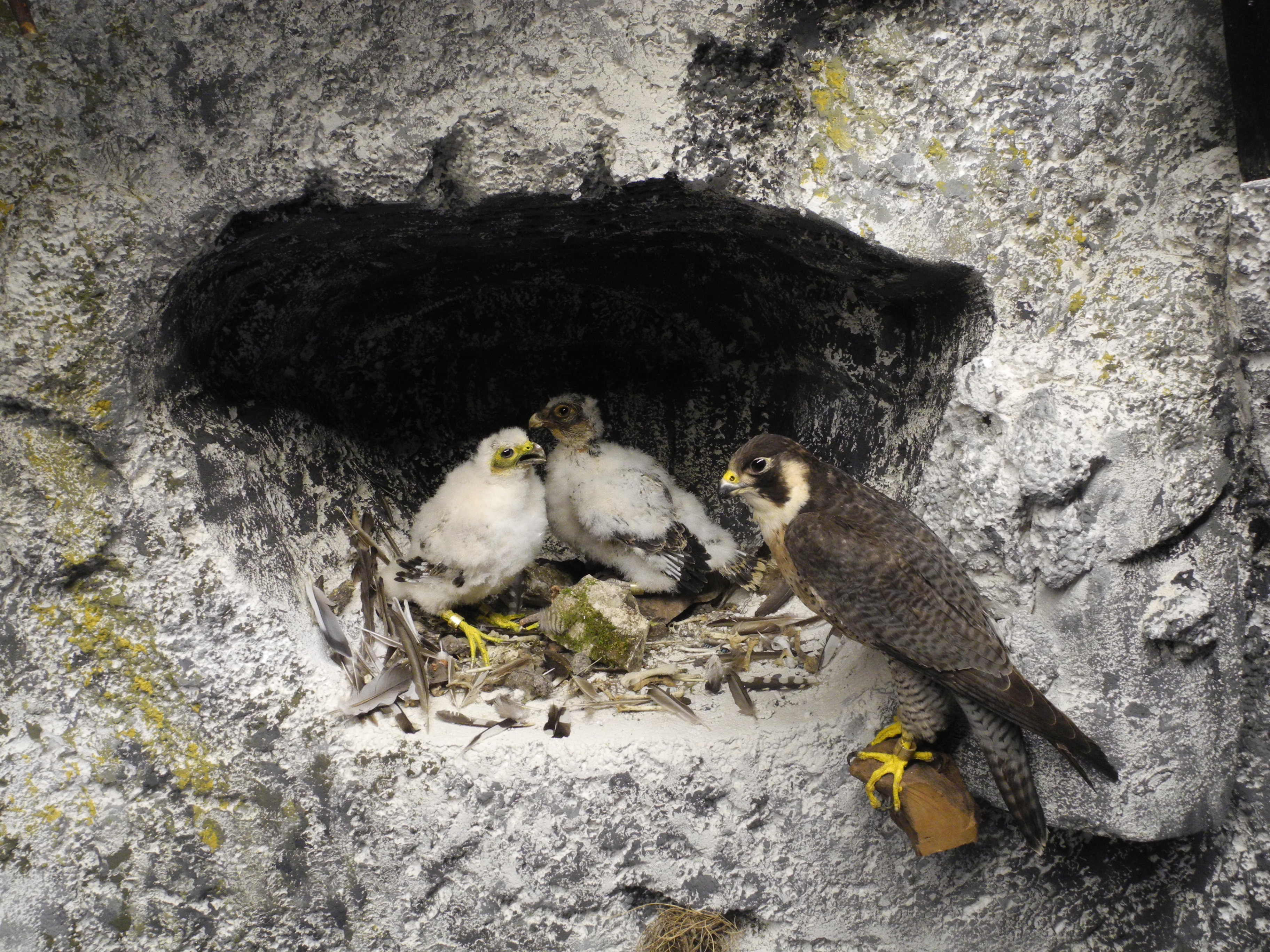
Wanderfalken in der Vogelwelt

- Wanderfalken in der VogelweltDie jüngste Abteilung widmet sich seit 2017 der Natur um Geislingen. Die Ausstellung „Unsere Vogelwelt“ erläutert anhand von über 250 Vogelpräparaten des Sammlers Dieter Rockenbauch heimische Lebensräume, Artenvielfalt und Naturschutz.

Auf einer Sonderausstellungsfläche werden wechselnde Ausstellungen zu Einzelthemen der Geislinger Stadtgeschichte gezeigt.
Die Galerie im Alten Bau zeigt im Erdgeschoss wechselnde Kunstausstellungen verschiedener Künstler, die größtenteils aus der Region stammen oder hier tätig sind. Gezeigt werden dabei namhafte Vertreter aller Kunstgattungen von Grafik über Malerei bis hin zu großformatigen Plastiken und raumfüllenden Installationen. Zum Jahreswechsel widmet sich in der Galerie jedes Jahr eine Weihnachtsausstellung einer Epoche oder einem speziellen Thema der Geislinger Stadtgeschichte.
Bislang wurden in der Galerie u. a. Werke folgender Künstler ausgestellt:
Hans Albrecht, Horst Alexy, Hermann Bigelmayr , Nikolaus Brade, Michael Danner, Tillmann Damrau, Andrea Flemming, Bruno Demattio, Hans-Uwe Hähn, Karl Holzinger, Alfred Hrdlicka, Konrad Hummel, Thomas Hummel, Andreas Ilg, Anna Ingerfurth, Isabell Kamp, Ulrich Klieber, Albert Kley, Petra Lemmerz, Jörg Mandernach, Harry Meyer, Hans Pfrommer, Walter Rabe, Martina Schumacher, Rudolf Schäfer, Hannes Steinert, Rolf Urban, Karl Vollmer, Stefan Wehmeier, Willi Weiner, Rudi Weiss, Danielle Zimmermann.
Ergänzend zu den Ausstellungen in der Galerie veröffentlicht der Kunst- und Geschichtsverein Geislingen Begleitpublikationen. Die Reihe der Geislinger Kunstblätter umfasst dabei limitierte, vom jeweiligen Künstler individuell bearbeitete Leporellos. Anlässlich des 100-jährigen Bestehens des Vereins wurden die Kunstblätter in die bibliophile Katalog-Edition Kunstblicke umgewandelt.